# Salman Əlizadə
Salman Əlizadə –también escrito como Salman Alizade– (Bakú, 1 de diciembre de 1993) es un deportista azerbaiyano que compitió en boxeo.
Ganó dos medallas en el Campeonato Europeo de Boxeo Aficionado, oro en 2011 y bronce en 2013, ambas en el peso minimosca.

## Palmarés internacional
| Campeonato Europeo | Campeonato Europeo  | Campeonato Europeo | Campeonato Europeo |
| Año                | Lugar               | Medalla            | Categoría          |
| ------------------ | ------------------- | ------------------ | ------------------ |
| 2011               | Ankara (Turquía)    | Medalla de oro     | 49 kg              |
| 2013               | Minsk (Bielorrusia) | Medalla de bronce  | 49 kg              |